# Egestas
Egestas es el nombre de una divinidad en la que Virgilio simbolizó la «pobreza», colocándola como mendicante desarrapada a la entrada del Tártaro. La palabra latina egestas, egestatis se traduce como pobreza. Boccaccio nos dice que la Pobreza es hija del Érebo.